# Lil Hardin Armstrong

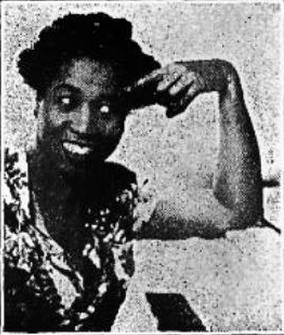
Lil Hardin Armstrong

Lillian Hardin Armstrong (Memphis, 3 februari 1898 – Chicago, 27 augustus 1971) was een Amerikaanse jazz-pianiste, zangeres, componiste en bigband-leidster. Ze was de tweede vrouw van trompettist Louis Armstrong, met wie ze op veel van diens platen in de jaren twintig samenwerkte. Volgens haar biograaf was ze achter de coulissen een van de belangrijkste figuren in de ontwikkeling van de vroege jazz.

## Jonge jaren
Lil Hardin kreeg haar eerste serieuze scholing op Fisk University in Nashville, waar ze een jaar piano studeerde. In 1918 verhuisde ze met haar moeder en stiefvader naar Chicago, waar ze een baantje kreeg bij een muziekwinkel: ze speelde hier bladmuziek voor geïnteresseerde klanten. Na enige tijd nam ze het aanbod aan van bandleider Lawrence Duhé om in diens Sugar Johnny's Creole Orchestra te spelen, een band die in vaudeville-theaters, nachtclubs en danszalen speelde. In deze groep werkten toen musici als Sidney Bechet, Mutt Carey en King Oliver. In de periode dat ze in het bekende 'Dreamland Cafe' stonden werd het orkest overgenomen door Oliver. Lil Hardin bleef er werken en speelde met het orkest een half jaar in een ballroom in San Francisco. Na deze klus verliet ze de band en keerde terug naar Chicago, waar ze in 'Dreamland Cafe' in een orkest de vaudeville-artieste Mae Brady begeleidde. Toen Oliver en zijn groep terugkeerden naar 'Dreamland Cafe', nam Lil Hardin daar de oude, vertrouwde stek in, achter de piano. De band kreeg veel succes toen Oliver een jonge kornettist in zijn groep haalde, die bekendheid begon te krijgen in New Orleans: Louis Armstrong. Tussen hem en Hardin ontstond een liefdesrelatie en uiteindelijk trouwden ze op 4 februari 1924. Het was voor beiden hun tweede huwelijk. Hardin was kort getrouwd geweest met de zanger Jimmie Johnson (1922-ca. 1923) en Armstrong was gescheiden van Daisy.

## Ambities
Lil Hardin was van groot belang voor de ontwikkeling van Louis Armstrong. Ze werkte aan zijn verschijning, de kleding, maar belangrijker was, dat ze hem overreedde Oliver te verlaten, zijn carrière bij een meer prominente band te vervolgen en een eigen stijl te ontwikkelen. Armstrong volgde de raad op, verliet Oliver rond 1924 en speelde in New York een jaar bij het orkest van Fletcher Henderson, toentertijd het belangrijkste 'zwarte' orkest. Met deze band maakte Armstrong talloze opnames. Hardin bleef in het orkest van Oliver werken, daarna begon ze een eigen band waarmee ze eveneens in 'Dreamland Cafe' stond. Armstrong keerde terug naar Chicago op aandringen van Hardin, die zijn carrière (en inkomen) een verdere impuls wilde geven. Armstrong speelde kort in de groep van zijn vrouw, daarna maakte hij met een door hem geleide studiogroep opnames die hem beroemd maakten en zijn naam in de jazz definitief vestigden, en met hoofdletters: de Hot Five en Hot Seven-opnames.

## Hot Five, Hot Seven, New Orleans Wanderers
De groep Hot Five, met Lil Hardin op de piano, Kid Ory op trombone, Johnny Dodds op klarinet en Johnny St. Cyr op banjo repeteerde bij het echtpaar Armstrong thuis. De opnames werden gemaakt in de opnamestudio van Okeh Records, die de platen ook uitbracht. De eerste opnames vonden plaats op 14 december 1925. Op 28 mei 1926 volgden met dezelfde bandleden opnames die uitkwamen onder de naam "Lil's Hotshots". Twee maanden later nam Lil Hardin met de groep nummers op voor Columbia Records, haar echtgenoot kon om contractuele redenen niet meespelen en was vervangen door George Mitchell. Deze opnames kwamen uit onder verschillende namen, zoals New Orleans Wanderers. In 1927 nam Louis Armstrong met een iets uitgebreidere groep op, de Hot Seven-opnames. De laatste opnames van de studiogroep, met een heel andere samenstelling, zonder Lil Hardin, werden gemaakt op 27 juli 1928. Veertien songs waren composities van Lil Hardin, een paar daarvan geschreven met (voornamelijk) haar man. Een van haar bekendste nummers was "Struttin' With Some Barbecue". De opnames van de 'Hot Five' en 'Hot Seven' catapulteerden Louis Armstrong naar een grote bekendheid, maar Lil Hardin werd nauwelijks opgemerkt. "Ik stond aan de voet van de ladder, hield die vast en zag hem naar boven klauteren", zou ze later zeggen.

## Jaren na Armstrong
Eind jaren twintig groeiden Louis Armstrong en Lil Hardin Armstrong uit elkaar, waarna de twee in 1931 gescheiden van elkaar gingen leven. In 1938 volgde een formele scheiding, maar de twee bleven hun leven lang bevriend. Lil Hardin probeerde op eigen kracht haar muzikale loopbaan te vervolgen en leidde in de jaren dertig en veertig verschillende groepen, waarbij ze zichzelf in het begin nog presenteerde als 'Mrs.' Armstrong. Ze bleef als muzikante altijd de naam 'Armstrong' voeren. Ze leidde een orkest met alleen vrouwen en een bigband met zowel dames als heren, die op NBC was te horen. In die decennia maakte Hardin platen voor het platenlabel Decca, met een groot swing-orkest (1936-begin 1938), een kleinere groep met Buster Bailey (1938) en als 'Lil "Brown Gal" Armstrong and her Dixielanders' (1940). Ook was ze voor Decca actief als begeleidster van anderen.
Eind jaren veertig en begin jaren vijftig maakte Hardin nog maar sporadisch opnames, voor kleinere labels. Meestal werkte ze solo. In die tijd ging ze zich toeleggen op het maken van kleren, voor vrienden zoals haar voormalige man. Ze keerde terug naar haar oude huis in Chicago, waar ze met Louis Armstrong had gewoond. In en rond Chicago was ze actief als muzikante en werkte ze met onder andere Red Saunders, Joe Williams, Oscar Brown jr. en Little Brother Montgomery. Ze begeleidde met een bigband Alberta Hunter tijdens plaatopnames voor Riverside Records en deed mee aan een tv-special op NBC over jazz in Chicago, gevolgd door een album voor Verve. Tevens begon ze aan een autobiografie.

## Overlijden
Na het overlijden van Louis Armstrong, op 6 juli 1971, was Lil Hardin diep aangeslagen. Ze was aanwezig bij de begrafenis en reed mee in de gezinswagen. Tijdens een herdenkingsconcert voor Louis Armstrong op televisie stortte ze achter de piano in elkaar. Ze overleed op weg naar het ziekenhuis. Na haar begrafenis bleken haar brieven en het onvoltooide manuscript spoorloos verdwenen.

## Composities
Enkele composities van Lil Hardin Armstrong zijn: "Struttin' with Some Barbecue", "Don't Jive Me", "Two Deuces", "Knee Drops", "Doin' the Suzie-Q", "Just for a Thrill" (een grote hit voor Ray Charles in 1959), "Clip Joint", "Bad Boy" en "Oriental Swing".

## Discografie
- Chicago: The Living Legends (opnames 1961), Universal, 1993